# Doctrine Yoshida
 (mars 2025).

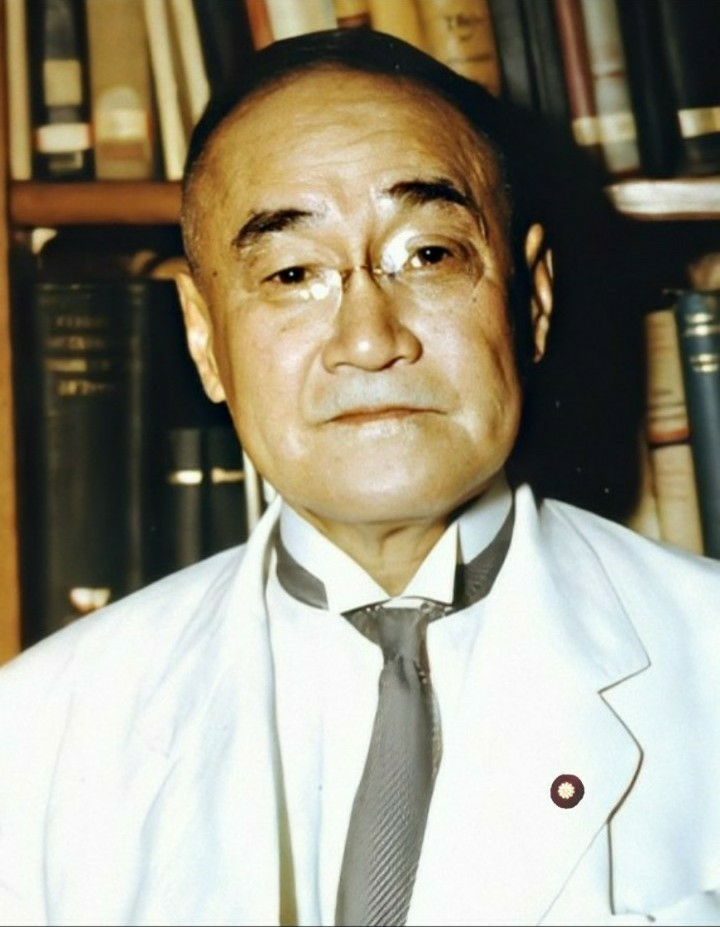
Le premier ministre japonais Shigeru Yoshida en 1950.

La doctrine Yoshida (吉田ドクトリン, Yoshida dokutorin) est une orientation politique et économique adoptée par le Japon après la Seconde Guerre mondiale sous l’impulsion du Premier ministre Shigeru Yoshida. Elle repose sur un compromis stratégique consistant à concentrer les efforts du pays sur la reconstruction économique, tout en confiant sa défense aux États-Unis dans le cadre d’une alliance militaire privilégiée. Cette approche permet au Japon d’accélérer sa modernisation industrielle sans consacrer de ressources importantes à la remilitarisation, dans un contexte marqué par la Guerre froide et la restructuration de l’ordre mondial après 1945.

## Contexte historique
À la suite de la capitulation du Japon en septembre 1945, le pays est occupé par les Forces d’occupation alliées, sous la supervision des États-Unis et du général Douglas MacArthur. Dès 1947, l’adoption d’une nouvelle Constitution japonaise introduit l’article 9, qui interdit officiellement au Japon d’entretenir une armée offensive et de recourir à la guerre comme moyen de règlement des conflits internationaux. Cette situation impose au gouvernement japonais de repenser en profondeur son modèle de développement et ses alliances stratégiques.
Shigeru Yoshida, qui occupe la fonction de Premier ministre entre 1946 et 1954, conçoit une politique pragmatique visant à garantir la stabilité du pays en s’appuyant sur la protection militaire des États-Unis, tout en limitant au maximum les dépenses de défense. Cette approche est formalisée en 1951 avec la signature du traité de San Francisco, qui met fin à l’occupation et rétablit la souveraineté japonaise. Un traité de sécurité nippo-américain est signé la même année, permettant aux forces armées américaines de maintenir une présence militaire au Japon et d’assurer sa défense contre toute menace extérieure. En échange, le Japon concentre ses ressources sur la reconstruction économique et s’intègre progressivement au bloc occidental sous l’influence des États-Unis.

## Principes fondamentaux
La doctrine Yoshida repose sur une orientation politique et économique qui privilégie le redressement industriel du Japon tout en évitant toute implication militaire directe. Cette stratégie repose sur trois principes majeurs. Tout d’abord, elle établit la priorité absolue de la croissance économique, en mettant en place des politiques favorisant l’industrialisation rapide, les investissements dans les infrastructures et le développement technologique. Cette orientation s’appuie sur des plans de relance et des mesures protectionnistes destinées à stimuler les exportations japonaises.
Ensuite, elle officialise une dépendance sécuritaire aux États-Unis, qui deviennent les garants de la défense du Japon dans un contexte de tensions internationales croissantes en Asie de l'Est, notamment avec la montée en puissance de la République populaire de Chine et la guerre de Corée. Le Japon accepte ainsi d’abandonner toute ambition militaire indépendante et limite la création de ses propres forces armées à une structure défensive minimale, qui prendra forme en 1954 avec l’établissement des Forces japonaises d'autodéfense.
Enfin, la doctrine Yoshida inscrit le Japon dans un alignement diplomatique avec le bloc occidental, tout en maintenant une posture prudente sur la scène internationale. En évitant une implication militaire directe, le Japon adopte une diplomatie axée sur la coopération économique, tout en se positionnant comme un allié stratégique des États-Unis face aux régimes communistes de la région.

## Conséquences et impact
La mise en œuvre de la doctrine Yoshida est largement reconnue comme l’un des facteurs clés du miracle économique japonais. Grâce à une politique de développement axée sur les industries manufacturières et les technologies de pointe, le Japon connaît une croissance spectaculaire entre les années 1950 et 1970, devenant la deuxième puissance économique mondiale derrière les États-Unis. Cette prospérité économique permet au pays d’asseoir sa position sur la scène internationale, tout en consolidant un modèle de gouvernance fondé sur la stabilité institutionnelle et la coopération avec Washington.
Toutefois, cette stratégie entraîne également des controverses, notamment en raison de la forte dépendance militaire du Japon vis-à-vis des États-Unis. Dès les années 1970, la remise en cause de cet équilibre commence à émerger, en particulier après le choc Nixon de 1971, qui marque un refroidissement des relations américano-japonaises et pousse Tokyo à reconsidérer son autonomie en matière de défense. Les États-Unis exigent alors que le Japon prenne une part plus active dans sa propre sécurité et augmente son budget militaire.

## Remise en question et évolution
À partir des années 1990, la montée des tensions en Asie, notamment la multiplication des essais nucléaires nord-coréens et les différends territoriaux avec la Chine, amène certains dirigeants japonais à reconsidérer le rôle militaire du Japon. Le pays commence à renforcer progressivement ses Forces japonaises d'autodéfense, tout en demeurant officiellement fidèle à son engagement pacifiste. L’évolution la plus notable a lieu sous le gouvernement de Shinzō Abe, qui engage une réforme majeure en 2014 en réinterprétant l’article 9 de la Constitution, permettant au Japon d’exercer un droit de légitime défense collective et d’intervenir militairement en cas de menace contre ses alliés.